# Неборув (гмина)
Неборув (пол. Nieborów) — сельская гмина (волость) в Польше, входит как административная единица в Ловичский повет, Лодзинское воеводство. Население — 9498 человек (на 2004 год).

## Соседние гмины
1. Гмина Болимув
2. Гмина Коцежев-Полуднёвы
3. Гмина Лович
4. Лович
5. Гмина Лышковице
6. Гмина Нова-Суха
7. Гмина Скерневице